# Woldemar Hägglund
Johan Woldemar Hägglund (Viborg, 1893. augusztus 10. – Helsinki, 1963. február 12.) finn gyalogsági tábornagy. Gustav Hägglund apja.
1915-ben önkéntesként Németországban kapott katonai alapkiképzést, majd megkezdte katonai szolgálatát. A 27. sz. Porosz Királyi Könnyűgyalogsági Zászlóalj harmadik századába helyezték. Németország Keleti Frontján altisztként vett részt a harcokban az első világháborúban.
A finn polgárháború első szervezett katonai műveletének tartott "venäjänsaari" kirándulás, azaz a fehérek észszerű visszavonulása Viipuriból a jég hátán egy szigetre, az ő vezetésével folyt le sikeresen 1918. január 22-én. E művelet folytatásaként érkezett a sikeres kämäräi áttörés után Antreába, és vállalta fel a karjalai front kialakításának feladatát, már Mannerheim által (közben telefonon) kinevezett karjalai hadkörzeti főparancsnokként. Frontparancsnoki és vezérkari feladatokat látott el a polgárháború végéig. 
Finnországszerte katonai vezetői feladatokat látott el a polgárháború és a második világháború közötti időszakban.
A második világháború első finn szakaszában, az ún. téli háború idején, a Ladoga menti karjalai részeken a IV. hadtest parancsnokaként vett részt a harcokban. Tiszti karával együtt kereste a Finnországba mélyen behatoló Vörös hadsereg megállításának módját. Pár sikertelen ellentámadás után a felaprózó bekerítéses ellentámadások vezettek a kívánt eredményre. A főbb csapatoktól így kötésbe kényszerítés után elszigetelt, (gyakran erdőben) bekerített ellenséges csapatokat ekkor kezdték finnül szóban motti-nak nevezni katonai körökben. 
A mottiharcok ezen kezdeti sikerektől a téli háború végéig zajlottak.
A második világháború második finn fejezetében, az ún. folytatólagos háború idején, a Ladoga menti karjalai részeken az éppen megalakult VII. hadtest parancsnokaként vett részt a harcokban. 1943-ban áthelyezték a vezérkari főnök alárendeltségébe hadfelügyelő tábornoknak, mely feladatkörében a háború végéig működött.